# Apomys microdon
{{#ifeq:0|0|{{#if:|{{#if:Apomysmicrodon|[[]}}|}}}}
Apomys microdon — вид гризунів родини мишевих (Muridae). Зустрічається тільки на Філіппінах. Цей вид в основному деревний і зустрічається в низинних, гірських і мохових первинних і вторинних лісах. Немає записів з-поза лісу.

## Морфологічні особливості
Це невеликий вид миші з великими очима та великими вухами. Він досягає загальної довжини від 227 до 256 мм, довжини хвоста від 124 до 145 мм, довжини задніх лап від 26 до 28 мм, довжини вуха від 17 до 19 мм і ваги від 30 до 42 г. Довжина хвоста більше довжини голови-тулуба. М'яке хутро зверху коричневе з легким помаранчевим відтінком і світло-оранжево-коричневе знизу з розсіяними ділянками білих хутряних волосків.

## Спосіб життя
Веде нічний спосіб життя. У пошуках їжі часто тримається на деревах, іноді на землі. Основний раціон складається з насіння і іноді комах і дощових черв'яків. Гнізда розташовуються в кутах гілок дерев або в купах бамбука. В основному їх виготовляють із сухого бамбукового листя та кількох листя листяних дерев. 